# Cumprimento

Traduções da palavra "bem-vindo" usadas em vários locais para auxiliar estrangeiros ou turistas de diferentes nacionalidades

O cumprimento é uma forma de saudação amigável entre duas pessoas ou entidades, geralmente com algum gesto ou fala.
Os gestos que simbolizam os cumprimentos variam de cultura para cultura. No ocidente e na maioria do mundo, entre homens costuma-se utilizar o aperto de mão. É comum se utilizar o abraço entre homens, homens e mulheres e entre mulheres que já são amigos e que já se conhecem há algum tempo. Entre homens e mulheres, e entre mulheres que não tem certa intimidade, também se utiliza o aperto de mão. É comum se utilizar um, dois ou até três beijos no rosto entre homens e mulheres, e entre mulheres que já são colegas ou amigos há algum tempo.
Em alguns países da Ásia, se cumprimenta unindo as próprias mãos. No Japão as saudações se dão normalmente curvando a coluna e os apertos de mão são comumente feitos em conjunto com a forma tradicional de saudação.
Entre árabes, o cumprimento normal entre dois homens amigos é a troca de beijos nas faces. Na Itália, França e na Argentina, o beijo no rosto entre homens familiares e amigos também é comum.
Para os períodos do dia são usados: bom dia (pela manhã), boa tarde (pela tarde) e boa noite (pela noite). Para a madrugada, não há um cumprimento específico.
A língua portuguesa também incorporou durante o século XX o cumprimento em italiano ciao, que ao decorrer do século se tornou palavra para despedida, e foi dicionarizado como tchau. No Brasil, entre os cristãos evangélicos, maiormente cumprimenta-se dizendo: "A paz do Senhor".

## Várias línguas
- Africâner: "Hallo" (Olá), "Goeie dag" (Bom dia - para o dia inteiro), "Goeie môre" (Bom dia - pela manhã), "Goeie middag" (Boa tarde), ""Goeie naand" (Boa noite)
- Árabe: "Marhaba" (Marhaban em Árabe Classico)  (Olá - Cumprimentos), "Sabah El-Kheir" (Bom dia), "Massa'a El-Kheir" (Boa Noite).

Cumprimento (milenar) em forma de saudação é o
"Salam-aleikum" que quer dizer a paz esteja convosco e deve-se responder "Aleikum-Salam" ou seja Sobre você esteja a paz. .
- Arménio: "Barev" (Olá), "Bari louys" (Bom dia), "Bari or" (Boa tarde), "Bari yereko" (Boa noite)
- Chinês(Cantonês): "Jo San" (早晨)("Bom dia"), "Sik Jo Fan Mei" (食咗飯未) (literário, você já comeu? ), "Ha Lo" (哈佬) ("Olá")
- Chinês (Mandarim): "Ni Hao"(你好) (Ni quer dizer você, Hao é bom),"Zao An"（早安）ou "Zao Shang Hao"(早上好)(Bom dia),"Wan An"(晚安)(Boa noite)
- Checo: "Ahoj" ou "Čau" (informal, Olá ou Tchau), "Dobrý den" (Bom dia - para o dia inteiro) = forma universal de se cumprimentar

Eventualmente: "Dobré ráno" (Bom dia - pela manhã), "Dobré odpoledne" (Boa tarde) "Dobrý večer" (Boa noite - ao chegar ou para cumprimentos eventuais), "Dobrou noc" (Boa noite - ao se despedir)
- Dinamarquês: "Hej" (informal), "Goddag" (comum - significa Bom dia - para o dia inteiro), "God morgen", "God eftermiddag", "God aften" ( respectivamente Bom dia - para o dia todo-, Boa tarde, Boa noite), "Hallo" (usado principalmente ao atender-se o telefone)
- Esperanto: "Saluton" (Olá), Adiaǔ (Adeus)
- Neerlandês: "Hoi" (informal), "Hallo" (padrão), gegroet (formal, literário cumprimentos), "Yo" (informal)
- Fiji: "Bula" (literário Vida, ou Saúde); constantemente ouvido
- Francês: "Bonjour" (Olá, Bom dia ou Boa tarde), "Salut" (Olá e Tchau, informal), "Bonsoir" ou "Bonne nuit"(Boa noite)
- Alemão: "Hallo" (corresponde com Olá), "Guten Morgen" (Bom dia), "Wie geht's?" (corresponde com Como vão indo as coisas?), "Was geht?" (corresponde com Qual é? ou, até mesmo Que que 'tá pegando?), "Guten Tag" (Boa tarde), "Guten Abend" (Boa noite quando se chega a um lugar), "Gute Nacht" (Boa noite quando se retira ou vai dormir)
- Grego: "Γεια" ("Gheia", pronuncia-se "ya", Olá e Tchau, literário Saúde, de uso informal), "Χαίρετε", ("Chairete", pronuncia-se "herete", é o mesmo que "Gheia", porém mais formal, literário "Esteja alegre"), "Καλημέρα" (pronuncia-se "kalimera", Bom dia), "Καλησπέρα" (pronuncia-se "kalispera", Boa noite - ao chegar ou em cumprimentos casuais), "Καληνύχτα" (pronuncia-se "kalinikhta", Boa noite - ao se despedir).
- Guzerate : "Khem Cho" (Como vai você?)
- Hebreu: "Shalom" (Paz) or "Shalom Aleichem (pronuncia-se 'aleirrem')" (A paz esteja sobre você; deve-se responder "Aleichem Shalom" Sobre você esteja a paz); menos formal: "Ma Nishma" ou "Ma Inyanim" (Quais são as novidades? or Como vai você?)
- Hindi: "Namaste" (literário, Saudações) "Namaskaram" (literário, Saudações)
- Tâmil: "Vannakam" (Saudações)
- Húngaro: "Szia" (Bem informal, usado entre amigos e família), "Jó napot" (Bom dia - para o dia todo), "Jó napot kivánok" (Te desejo um bom dia, é um bocado mais completo que "jó napot"), "Csókolom" (usado somente pelos jovens ao saudar os mais velhos. Tem um sinal de respeito, mas tem se tornado impopular), "Kezét csókolom" (Eu beijo sua mão,de uso masculino ao saudar uma dama), "Szevasz" ou "Szervusz" (se aproxima da saudação "Servus", é usado casualmente como uma saudação ou como Tchau), "Hello" (Olá!, esta expressão tem se tornado cada vez mais popular; entretanto, atualmente tem a finalidade de despedida, correspondendo com Tchau)
- Islandês: "Hæ" (Oi), "Bæ" (Tchau), "Góðan dag" (Bom dia), "Gott kvöld" (Boa noite), "Góða nótt" (Boa noite, não é um cumprimento muito comum, exceto se as pessoas estiverem indo dormir), "Bless" (Tchau, contração de "Blessaður", que, estando sozinho pode significar Bem-vindo ou Tchau), como "Blessed", quase sempre precedido pela palavra "vertu" (Seja) quando a fim de despedida, "Vertu sæll" (Seja feliz) é usado em despedidas, mas mantendo só o "sæll" na combinação "komdu sæll" (Venha faliz ) ele pode ser usado como uma saudação. Às vezes, ambos são combinados em "komdu sæll og blessaður" (Venha feliz e abençoado) e em "vertu sæll og blessaður" (Seja feliz e abençoado) usados respectivamente em saudações e despedidas. Quando permutadas as palavras "Blessaður og sæll" (Abençoado e feliz) elas têm a finalidade de saudação. A maioria dos cumprimentos são, quase sempre, seguidos de uma pergunta, como "hvað segir þú?" (O que você diz?) ou "hvernig hefurðu það?" (Como tem passado? ou Como vai você?) - as respostas mais comuns e esperadas são "fínt" ou "bara fínt" que significam Bem ou Muito bem, entretanto, é bem comum que você comece contando algo sobre você, também - ou a indagação mais literária "hvað er að frétta?" (Quais são as novas? ou O que aconteceu de novo com você?). O adjetivo "jæja" (Bem) se apresenta como uma saudação ou uma despedida, freqüentemente usada.
- Indonésio: "Apa Kabar" (Como vai você?), "Selamat Pagi" (Bom dia - à manhã), "Selamat Siang" (Bom dia - o dia todo), "Selamat Malam" (Boa noite)
- Irlandês: "Dia dhuit" (Deus esteja convosco), "Dia is Muire dhuit" (Deus e a Virgem Maria estejam convosco este último é uma resposta usual para "Dia dhuit".)
- Islâmico: "Assalamu alaikum" ou "Salamu Alaikum" (Que a paz esteja sobre você); a resposta é "Wa'laikum As'salaam"
- Italiano: "Ciao" (Oi e Adeus)  "Salve" (Olá), Buongiorno (Bom dia de manhã ou para o dia todo), Buon pomeriggio (Boa tarde pouco usado), Buona Sera (Boa noite na chegada), Buona notte (Boa noite despedida), Arrivederci (Adeus mais usado)
- Japonês: "Ohayō gozaimasu" (お早うございます, Bom dia - à manhã) (quase sempre abreviado para simplesmente "Ohayō" (お早う/御早う), "Konban wa" (今晩は, Boa noite), "Konnichi wa" (今日は, Olá/Bom dia - para o dia inteiro)
- Coreano: "Annyeong hasaeyo" (안녕하세요) (Olá - mais formal)
- Laociano: "Sa Bai Dee?" (Como vai você?)
- Letão: "Sveiks" (Olá), "Labdien" (Bom dia - para o dia inteiro, Boa tarde), "Labrīt" (Bom dia - pela manhã), "Labvakar" (Boa noite)
- Lituano: "Labas", "Sveikas" (Olá - dito aos homens),  "Sveika" (Olá - dito às mulheres), "Laba diena" (Bom dia - para o dia inteiro, Boa tarde), "Labas rytas" (Bom dia - pela manhã), "Labas vakaras" (Boa noite)
- Lojban: "coi" (Olá), "coi rodo" (Olá para todos)
- Malaiala: "Namaskaram" (Sílabas: Na-mas-ka-ram), 'Enthundu Vishesham"("Como vai você?"), "Apa khabar" ("Quais são as novas?")
- Maltês: Cumprimentos formais - "L-għodwa t-tajba" (Bom dia); "Merħba" (Bem-vindo); "Is-serata t-tajba" (Boa tarde); "Il-lejl it-tajjeb" (Boa noite); "Saħħa" (Tchau - do literário Boa saúde).  Cumprimentos informais - "Bonġu!" (Bom dia - o dia todo); "Ċaw" or "Ħello" (Olá); "Hawn [nome], kif int?" (Oh, [nome], como vai você? - usado entre amigos, colegas e parentes); "Ċaw" ou "Ċaw-ċaw" ('Tchau).  Usado menos freqüentemente/arcaico - "Sliem għalik", ou "is-sliem" (A paz esteja com você ou Paz, e sua resposta: "lilhek ukoll" Idem); "Benedizzjoni, [mamà/papà/zi]" - literal de A bênção, [mãe/pai/tia/tio], e sua resposta: "Kun imbierek" / "Kun imbierka" (corresponde com Deus te abençoe - dito usualmente por uma pessoa mais velha aos seus filhos, sobrinhos ou sobrinhas, ou por um padre à sua Paróquia.
- Mandarim: "Ni hao ma?" (Como vai você?) ou, simplesmente, "Ni hao"
- Marata: "Namaskar" (Olá!)
- Maori: "Kia ora" (Boa saúde)
- Norueguês: "Hallo" (Olá), "Hei" (Oi/Tchau; este último usado em conversações telefônicas), "God morgen" (Bom dia - ao acoradar, "Morn" é uma abreviação mais informal), "God dag" (literário Bom dia, usado porém como saudação), "God kveld" (Boa noite)
- Polaco: "Cześć"ⓘ (Oi / Tchau), "Dzień dobry"ⓘ (Bom dia), "Jak się masz?"ⓘ (Como vai você? / Como vão as coisas? / Que que 'tá pegando?)
- Inglês: "Hello" (Olá), "Hi" (Oi), "Good Morning" (Bom dia), "Good afternoon" (Boa tarde), "Good evening" (Boa noite- em saudações), "Good night" (Boa noite - em despedidas), "Good Day" (Bom dia - para o dia todo, alguns abreviam informalmente como "G'day"), "Welcome" (Bem-vindo), "Good Bye", "Bye-bye" ou simplesmente "Bye" (Adeus), "So long" (Até mais), "See you later" (Te vejo mais tarde), "Have a nice day" (Tenha um bom dia).
- Urdu: "Assalam-o-Alaikum" (A paz esteja sobre você), pode ser usado a qualquer hora do dia - não há cumprimentos especiais que dependam do relógio.
- Panjabi; cumprimentos do Siquismo: "Sat Sri Akal" (Que ele(a) seja abençoado, quem diz a Verdade é Deus)
- Romanês: "Sar san?" (Como vai?), "Sar dživen?" (Como tem vivido?), "So keren?" (Como tem passado?)
- Romeno: "Salut" (Olá), "Ce mai faci ?" (Como vai você), "Alo" (Alô- atendendo ao telefone), "Bună ziua" (Bom dia - para o dia todo), "Noapte bună" (Boa noite - para saudações), "Bună seara" (Boa noite - para despedidas), "Bună dimineaṭa" (Bom dia - para despedidas), "La revedere" (Tchau)
- Russo: "Zdravstvujtje" (Здравствуйте(Seja saudável, formal)), "Priviet" (Привет(Oi, informal)), "Dobroje utro", "Dobrij djen", "Dobrij vjecher" ((Доброе утро, Добрый день, Добрый вечер)Bom dia, Boa tarde, Boa noite, ocidentalizações).
- Escocês: "Slainte Mhath" (Boa Saúde)
- Espanhol: "Hola" (Olá), "Buenos Días" (Bom dia), "Buenas Tardes" (Boa tarde), "Buenas noches" (Boa noite), "¿Qué tal?" (Como vai? - semi-informal).
- Cingalês: "Ayubowan" (cumprimento formal - Que você tenha vida longa), or "Kohomadha" (bem informal - Como vai você?)
- Sueco: "Hej" (Olá), "God morgon" (Bom dia - às manhãs), "Goddag" (Bom dia - à tarde) ou "Godkväll" (Boa noite)
- Tagalo: "Hoy" (Ei), "Ay" (Ai!) pronuncia-se exatamente como "Ai", "'Musta" or "Kamusta" (Como vai você?), "Mabuhay" (Saudações)
- Telugo: "Namaskaramu" / "Namaste", "Ela unnavu?"("Como vai você?"), "Enti Sangatulu" ("Que que 'tá pegando?")
- Tailandês: "สวัสดีครับ/สวัสดีค่ะ" ("Sawasdee Krup/Sawasdee Ka") (Homem/Mulher)
- Tibetano: "Tashi Delek" (Que tudo corra bem)
- Turco:  "Merhaba" (Oi), "Günaydın" (Bom dia - pela manhã), "İyi günler" (Bom dia - O dia todo), "İyi akşamlar" (Boa noite)
- Vietnamita: "Xin chào" (Olá), "Anh|Chị có khỏe không" (Como vai você?; Homem/Mulher)